# 576 v.Chr.
Het jaar 576 v.Chr. is een jaartal volgens de christelijke jaartelling. 

## Gebeurtenissen

### Italië
- Op Sicilië sluiten de steden Segesta en Selinunte een wapenstilstand.

### Griekenland
- Alcetas I van Macedonië (576 - 547 v.Chr.) wordt koning van Macedonië.

## Geboren
- Cyrus II de Grote, koning van Perzië

## Overleden
- Aeropus I van Macedonië